# Vista Hermosa, Acatepec
Vista Hermosa är en ort i Mexiko.   Den ligger i kommunen Acatepec och delstaten Guerrero, i den sydöstra delen av landet, 240 km söder om huvudstaden Mexico City. Vista Hermosa ligger 1 325 meter över havet och antalet invånare är 180.
Terrängen runt Vista Hermosa är kuperad åt sydost, men åt nordväst är den bergig. Runt Vista Hermosa är det ganska glesbefolkat, med 42 invånare per kvadratkilometer. Närmaste större samhälle är Caxitepec, 3,9 km nordväst om Vista Hermosa. I omgivningarna runt Vista Hermosa växer huvudsakligen savannskog.